# フュンドン (蘇完瓜爾佳氏)
フュンドンは、スワン (蘇完) 地方グヮルギャ氏女真族。
後金建国五大臣の一人。満洲鑲黄旗人。

## 父祖
フュンドンの祖先はグヮルギヤという土地に住み、地名に肖ってグヮルギヤ氏を名告った。グヮルギヤ氏は子孫が非常に栄え、スワン (蘇完)、イェヘ、ネイェン (訥殷)、ハダ、ウラ、アンチュラク (安褚拉庫)、フィオ (蜚悠城)、ワルカ (瓦爾喀)、ジャムフ (嘉木湖)、ニマチャ (尼馬察)、ホイファ、シャンギヤン･アリン (長白山) …と周辺地域にひろく拡散した。
フュンドンの父祖であるスワン地方グヮルギヤ氏は上記の中でも最も栄え、その家系は三人の兄弟から始まったとされる。長男はフォルホ、次男はニヤハチ、三男はジュチャといった。その後、長男・フォルホはスワンにのこったが、次男・ニヤハチはシベ (席北) へ、三男・ジュチャはワルカを経て、最終的にシルヒ･アンガイ･ジハの渡口に移住した。
その後、ジュチャからスルダ、王・ジャルダ、マンカニ、ロロ、チャンカニ、ソルゴと世代は受け継がれ、ソルゴの代でスワン部主となると、その十人の子の時代が最盛期となった。

## 略歴
明万暦16(1588)年、ソルゴが部民500戸を率いて清太祖ヌルハチに帰順した。当時25歳のフュンドンは弓矢に秀で、10石余の強弓を引くことができたという。主君に忠実で進言憚らず、ヌルハチの抜擢で一等大臣に叙任され、チュイェン女（格格）を娶ってスワン・エフ（蘇完額駙suwan efu、スワンの皇婿の意）と呼ばれた。姉婿・兌秦巴顔に叛意ありと知るや之を誅滅した。ジャルグチ（扎爾固斉）の職（一種の裁判官）に奉じ、「費英東扎爾固斉」とも呼ばれた。
万暦26(1598)年正月、ヌルハチはワルカ(瓦爾喀)部噶嘉路の攻取およびその酋長・阿球の殺害をフュンドンに命じた。また、フュンドンはチュイェン、バヤラ（巴雅喇）と共にワルカ部のアンチュラク（安褚拉庫路）を征伐、兵1,000を率いて屯寨20余を攻略し、所属部落を併合した。
万暦27(1599)年9月、イェヘ部とハダ部が搆兵し、ハダ部ベイレのメンゲブルからヌルハチに援軍要請が来ると、フュンドンとガガイ（噶蓋）は兵2,000を率いてハダ部の守護に当った。しかし事態が収束するやハダ部は明に奔り、奸計が漏れたハダ部はこれに由り滅んだ。
万暦35(1607)年正月、ワルカ部フィオ（蜚悠）城の酋長ツェムテヘ（策穆特黒）から所部をヌルハチに帰属させたいと要請があり、フュンドンはシュルハチらに随い兵3,000を率いて周辺住民500戸を収容し、侍衛フルガンに兵300（500とも）を与えて護送させた。妨害を図るウラ部ベイレ・ブジャンタイの兵1万が出動し対峙したが、フュンドンらの軍が相継いで到着するに及びウラの兵は大敗を喫した。同年5月、バヤラ（巴雅喇）に随い東海ウェジ(渥集)部を征討、ヘシヘ（赫席赫）などを攻取し、2,000人の俘虜を得て帰還した。
万暦39(1611)年7月、ウェジ部のウルグチェン（烏爾古宸）、ムレン（木倫）2路が他路の太祖恩賜の甲を掠めた為、フュンドンはアバタイに随い1,000人を率いて之を討伐し、1,000余人の俘虜を得て帰還した。
万暦41(1613)年、ヌルハチに随いウラ部を討滅。
万暦43(1615)年、元号制定、八旗創設に伴ってフュンドンは鑲黄旗に隷属し、左翼グサイ･エジェン(固山額真)に就任した。ヌルハチは五大臣の一人にフュンドンを据えて輔弼させ（他4人はエイドゥ、フルガン、アンバ･フィヤング、ホホリ（何和礼））、一等大臣、ジャルグチを兼任させた。
天命1(1616)年、ヌルハチが後金建国。
天命3(1618)年、明と搆兵し撫順に進攻。張承廕（総兵）が騎兵10,000を率いて加勢し応戦したが、フュンドンの指揮下で之を撃破。ヌルハチは「万人敵」と嘆賞したと云う。
天命4(1619)年、明が大挙して進攻。サルフ(薩爾滸)山山頂に駐屯する杜松（総兵）に対し、フュンドンは左翼に拠って諸グサ(旗)と連携し奮戦、杜松の戦死により明軍は大敗した（サルフの戦い）。同年8月、ヌルハチのイェヘ部討伐に従軍。石や松明が降り注ぐ中、ヌルハチの退去命令を振り切って居城を陥落させた。ヌルハチが投降を勧告するもギンタイシは受容れず。ギンタイシを捕縛させイェヘ部を滅ぼした。フュンドンはその数々の勲功により一等子爵に叙位され、都統を歴任した。
天命5(1620)年3月、ヌルハチにより武功爵（武官の爵位）が定められ、フュンドンは三等総兵官に叙位された。同月、死没（57歳）。ヌルハチはその死を悼み、夜通し亡骸の側で泣き通したという。同年9月、ヌルハチはムルハチ（穆爾哈齊）の供養のため出郊した折、フュンドンの墓を訪い、自ら酒を注いで供養した。
天聡6(1632)年、太宗ホンタイジにより直義公と追号された。
崇徳元(1636)年、盛京（現遼寧省瀋陽市）に太廟（陵墓）が建造され、フュンドンを合祀した。
康熙9(1670)年、聖祖康熙帝は墓碑に自ら「其功冠諸臣，為一代元勳」（其ノ功諸臣ニ冠シ，一代元勳ト為ス）と刻んだ。
康熙37(1698)年、康熙帝は盛京太廟でフュンドンの過去の勲功に思いを馳せ、自ら供養し、更に官吏を派遣して祭祀させ、碑文を自ら認ためた。
順治16(1659)年、世祖順治帝の勅旨により三等公に陞叙された。
雍正9(1731)年、世宗雍正帝の勅旨により信勇公と加号された。
乾隆43(1778)年、高宗乾隆帝の勅旨により一等公に陞叙された。10人の子があり、図頼に伝記あり。

## 一族

### 族譜
- 長子・フォルホ (folho, 佛爾和)：スワン (suwan, 蘇完) に定住。[47]
- 次子・ニャハチ (niyahaci, 尼雅哈齊)：シベ（sibe, 席北)へ移住。[47]

- 三子・ジュチャ (juca, 珠察)：ワルカからシルヒ・アンガイ・ジハ・ドゴン(silhi anggai jiha dogon, 西爾希昻阿濟哈渡口)へ移住。[47]
  - 孫・スルダ (sulda, 素爾達)：ジュチャの子。[47]
    - 曾孫・王シャル (šaru, 沙魯)：スルダの長子。[47]
    - 曾孫・王ジャラダ (jalada, 扎拉達)：スルダの次子。[47]
      - 玄孫・マンカニ (mangkani, 莽喀尼)：王ジャラダの子。[47]
        - 来孫・ロロ･メルゲン (lolo mergen, 羅羅墨爾根)：マンカニの子。[47]
          - 昆孫・チャンカニ･メルゲン (cangkani mergen, 常喀尼墨爾根)：ロロ･メルゲンの子。[47]
            - 仍孫・ニカン (nikan, 尼堪)：チャンカニ･メルゲンの長子。[47]
            - 仍孫・ソルゴ (solgo, 索爾果)：チャンカニ･メルゲンの次子。[47]
              - 雲孫・アドゥ･バヤン (adu bayan, 阿都巴顔)：ソルゴの長子。
              - 雲孫・フュンドン (fiongdon, 費英東)：ソルゴの次子。
              - 雲孫・フルハチ・バヤン(hūrhaci bayan, 琥爾哈斉巴顔)：ソルゴの三子。
              - 雲孫・イェンダフチ・メルゲン(yendahūci mergen, 音達戸斉墨爾根)：ソルゴの四子。
              - 雲孫・ウルガン(urgan, 呉爾漢)：ソルゴの五子。
              - 雲孫・バブン(babun, 巴本)：ソルゴの六子。
              - 雲孫・ランゲ(langge, 朗格)：ソルゴの七子。
              - 雲孫・ヤルバ(yarba, 雅爾巴)：ソルゴの八子。
              - 雲孫・ウイチ(uici, 衛斉)：ソルゴの九子。
              - 雲孫・安蓋費揚古：ソルゴの十子。

### 妻妾
- 妻：チュイェン長女。
- 妻：イェヘナラ氏。母継夫人。万暦29(1601)年6月20日亥の刻生。万暦42年12月年降嫁。康熙元(1662)年3月歿。（62歳）

### 子孫
- 長子・南欽
- 次子ナハイ（nahai, 納海）：三等総兵官を除免。
  - 孫・フルガン（hūrgan, 顧爾漢）：三等軽車都尉。
  - 孫・フス(hūsu, 顧素)：三等軽車都尉。
- 三子・那卡布
- 四子・トフイ(托恵)：散秩大臣。
- 五子・セハイ(色海)
- 六子・ソーハイ（soohai, 索海）：二等ジャラニ・ジャンギン（甲喇章京）を除免。
- 七子・トゥライ（tulai, 図頼）：一等雄勇公爵。
- 八子・索吉：
- 九子・蘇完顔
- 十子・チャカニ（察哈尼）：三等アムバン・ジャンギン（昂邦章京）。
  - 孫・ウェヘ（倭黑）：チャカニの長子。三等公爵。1640-1691
    - 曾孫・フルダン（furdan, 傅爾丹）：ウェヘの子。黒龍江将軍。1683-1752
      - 玄孫・ジョーデ(joode, 兆徳)：三等信勇公を承襲。
      - 玄孫・フヒン(fuhing, 福興)：工部尚書、ウリヤスタイ（烏蘇里台）将軍。
      - 玄孫・アンイン(安英)：二等侍衛、仁宗安嬪の父。
- 娘・追封多羅和恵ベイレ塞桑武（シュルハチ五子）妻妾
- 娘・追封和碩簡親王フィヤング（fiyanggū, 費揚武、シュルハチ八子）妻妾
- 娘・篤義剛勇ベイレ・バヤラ（巴雅喇、ヌルハチ弟）妻妾
- 娘・多羅愨厚ベイレ・ドゥルフ（杜爾祜、チュイェン長子・杜度の長子）妻妾

## 脚註
1. ↑   清史稿. 未詳. "費英東，瓜爾佳氏，蘇完部人。父索爾果，為部長。"
2. ↑   八旗滿洲氏族通譜. 未詳. "鑲黃旗人蘇完部長索爾果之次子"
3. ↑   八旗滿洲氏族通譜. 未詳. "國初隨父率五百戶首先來歸"
4. ↑  中国語版には12歳で10石の弓を引いたと記載があるが、出典不明。
5. ↑  “せき【石】”. 日本国語大辞典. 小学館. "㊀〘名〙②弓の十人張りをいう称。
＊読本・椿説弓張月(1807-11)前
「五石の弓の長さ七尺五寸ありて、つく打ちたるに、三十六指たる黒羽の矢を負ひ」
〔新唐書−張弘靖伝〕"
6. ↑   八旗滿洲氏族通譜. 未詳. "太祖髙皇帝嘉之授一等大臣以孫女妻焉"
7. ↑   八旗滿洲氏族通譜. 未詳. "費英東扎爾固齊"
8. ↑   清史稿. 未詳. "太祖起兵之六年，歲戊子，索爾果率所部五百戶來歸。費英東時年二十有五，善射，引強弓十餘石。忠直敢言，太祖使佐理政事，授一等大臣，以皇長子台吉褚英女妻焉。兌沁巴顏者，費英東女兄之夫也，有逆謀，費英東擒而誅之。旋授扎爾固齊，扎爾固齊職聽訟治民。"
9. ↑   清史稿. 未詳. "歲戊戌正月，太祖□太祖命費英東伐瓦爾喀部，取噶嘉路，殺其酋阿球，降其命費英東從台吉褚英、巴雅喇，伐瓦爾喀部安褚拉庫路，將兵千，克屯寨二十餘，收所屬村落。"
10. ↑   八旗滿洲氏族通譜. 未詳. "征瓦爾喀國取噶家路悉収降人以歸又往征瓦爾喀安褚拉庫路取屯寨二十餘處"
11. ↑   清史稿. 未詳. "歲己亥秋九月，哈達、葉赫二部構兵，哈達貝勒孟格布祿乞援於太祖，太祖命費英東及噶蓋將兵二千戍哈達；既而貳於明，費英東等以其謀聞，哈達以是亡。"
12. ↑   清史稿. 未詳. "歲丁未春正月，瓦爾喀部蜚悠城長策穆特黑請徙所部屬太祖，太祖命費英東從貝勒舒爾哈齊等將兵三千以往，收環城居民五百戶，分兵三百授扈爾漢，使護之先行。烏喇貝勒布佔泰發兵萬人要諸途，費英東從諸貝勒督後軍至，大敗烏喇兵。"
13. ↑   八旗滿洲氏族通譜. 未詳. "又遷瓦爾喀蜚悠城戶口盡収其環城屯寨令侍衛扈爾漢護五百戶先歸値烏喇國發兵萬人要諸路兩軍相持未決費英東扎爾固齊率兵繼至大敗其衆"
14. ↑  「東海窩集部」とも。
15. ↑  中国語版には「取赫席赫、鄂摩和蘇魯、佛訥赫托克索路」とあるが、典拠未詳。
16. ↑   清史稿. 未詳. "夏五月，太祖命費英東從貝勒巴雅喇伐渥集部，略赫席黑等路，俘二千人以還。"
17. ↑  「烏爾固辰」とも。
18. ↑  「穆棱」とも。
19. ↑  「甲」不詳。三省堂『超級クラウン中日辞典』には「甲 jiǎ ㊅〘名〙昔の戸籍。数戸をまとめて1"甲"とし、それぞれの"甲"に"甲长 -zhǎng"を置いた。→保甲 bǎo-」とある。
20. ↑   清史稿. 未詳. "歲辛亥秋七月，渥集部烏爾古宸、木倫二路掠他路太祖所賜甲，太祖命費英東從台吉阿巴泰將千人討之，俘千餘人以還。"
21. ↑   清史稿. 未詳. "歲癸丑，從太祖伐烏喇，滅之。"
22. ↑  「後金天命元(1616)年」とも。
23. ↑   清史稿. 未詳. "歲乙卯，太祖將建號，設八旗，命費英東隸鑲黃旗，為左翼固山額真；置五大臣輔政，以命費英東，仍領一等大臣、扎爾固齊如故。"
24. ↑   清史稿. 未詳. "明年歲丙辰，太祖遂建國，改元天命。"
25. ↑   清史稿. 未詳. "三年，始用兵於明，費英東從攻撫順。明總兵張承廕以萬騎來援，據險而陣，火器競發。費英東馬驚旁逸，諸軍為之卻，費英東旋馬大呼，麾諸軍並進，遂破之。太祖歎曰：「此真萬人敵也！」"
26. ↑   八旗滿洲氏族通譜. 未詳. "後取撫順縣眀兵來援費英東扎爾固齊督兵進戰所乘馬聞火礟驚逸諸軍不前費英東扎爾固齊回馬大呼麾衆直入於是諸軍並進大破之太祖見之曰此萬人敵也"
27. ↑   清史稿. 未詳. "四年，明大舉來侵，分道深入。明總兵杜松屯薩爾滸山巓，費英東所部屬左翼，合諸旗奮擊破之，松戰死，明師以是沮敗。"
28. ↑   清史稿. 未詳. "秋八月，太祖伐葉赫，費英東從，薄其城，城人飛石投火。太祖命且退，費英東曰：「我兵已薄城，安可退也？」又命之，費英東曰：「城垂克，必毋退！」遂拔其城。太宗諭金台石降，費英東在側，相與詰責，卒獲金台石，葉赫以是破。"
29. ↑   清史稿. 未詳. "征葉赫時費英東扎爾固齊攻其城之西面守陴者投石飛火不容相逼太祖命之退費英東扎爾固齊不肯退終墮其城"
30. ↑   八旗滿洲氏族通譜. 未詳. "費英東扎爾固齊自少從征諸國三十餘年身先士卒摧鋒陷陣戰必勝攻必克屢奏膚功授一等子厯任都統"
31. ↑   清史稿. 未詳. "五年春三月，太祖定武功爵，授費英東三等總兵官。"
32. ↑  『清史稿』「疾ノ革ムルニ方リテ，日ハ西ニ向フ，雲起チ，鏗鍧タル聲有リ，雷電雨雹交リ至リ，時ヲ移サズシテ霽レニキ。」（危篤に陥った時、太陽が暮れ始め、空が黒雲で覆われ、喧しく雷が鳴ったかと思うと、雨と雹が入混じって降り出し、次の瞬間にはすでに雲が捌けて日が顔を出した）
33. ↑   清史稿. 未詳. "是月，費英東卒，年五十有七。方疾革，日向西，雲起，有聲鏗鍧，雷電雨雹交至，不移時而霽。太祖將臨喪，諸貝勒以日晏諫，太祖曰：「吾股肱大臣，與同休戚，今先彫喪，吾能無悲乎？」遂往，哭之慟，至夜分始還。"
34. ↑   清史稿. 未詳. "秋九月，太祖祭貝勒穆爾哈齊墓，出郊，因至費英東墓，躬奠酒者三，泣數行下。"
35. ↑   清史稿. 未詳. "天聰六年，太宗命追封直義公。崇德元年，始建太廟，以費英東配享。"
36. 1 2   八旗滿洲氏族通譜. 未詳. "太宗文皇帝即位追封費英東扎爾固齊為直義公配享太廟"
37. ↑   清史稿. 未詳. "崇德元年，始建太廟，以費英東配享。太宗嘗諭羣臣曰：「費英東見人不善，必先自斥責而後劾之；見人之善，必先自獎勸而後舉之：被劾者無怨言，被舉者亦無驕色。朕未聞諸臣以善惡直奏如斯人者也！」"
38. ↑   八旗滿洲氏族通譜. 未詳. "太宗嘗謂羣臣曰費英東扎爾固齊見人不善必先自斥責而後劾之見人之善必先自奨勸而後舉之其所奏善惡被劾者亦無怨言被舉者亦無驕色朕未聞爾等諸臣以善惡直奏似斯人也欽此"
39. ↑  ホンタイジは次の如くフュンドンを評した。「人ノ善カラザルヲ見ルヤ、必ズ先ヅ自ラ斥責シテ後之ヲ劾ス。人ノ善キヲ見ルヤ、必ズ先ヅ自ラ奨勧シテ後之ヲ挙ス。故ニ劾セラレタル者ニ怨言無ク、挙セラレタル者ニ驕色無シ。朕未ダ諸臣ニ善悪ヲ以テ斯人ノ如ク直奏スル者ヲ聞カザルナリ」（フュンドンは部下に対しいきなり公で弾劾したり称賛したりせず、必ず曩きに相手と直接対話をした。それ故に、弾劾された者は怨言を漏らさず、表彰された者は驕りをみせなかった。）
40. ↑   清史稿. 未詳. "康熙九年，聖祖親為文勒碑墓道，稱其功冠諸臣，為一代元勳。"
41. ↑   清史稿. 未詳. "康熙三十七年聖祖仁皇帝恭謁陵寢至盛京追念費英東扎爾固齊舊勲親奠墓次復遣官讀文祭之御書碑文勒石紀焉"
42. ↑   清史稿. 未詳. "順治十六年，世祖詔曰：「費英東事太祖，參贊廟謨，恢擴疆土，為開創佐命第一功臣。延世之賞，勿稱其勳，命進爵為三等公。」"
43. ↑   八旗滿洲氏族通譜. 未詳. "順治十六年世祖章皇帝念費英東扎爾固齊參贊廟謨恢擴疆土為開創佐命第一功臣特崇延世之爵以勵忠勤加其世職為三等公"
44. ↑   清史稿. 未詳. "雍正九年，世宗命加封號曰信勇。"
45. ↑   八旗滿洲氏族通譜. 未詳. "雍正九年世宗憲皇帝特旨加其封號爲信勇公"
46. ↑   清史稿. 未詳. "乾隆四十三年，高宗復命進爵為一等公。費英東子十，圖賴自有傳。"
47. 1 2 3 4 5 6 7 8 9 10 11  “蘇完地方瓜爾佳氏”. 八旗滿洲氏族通譜. 1. 四庫全書